# Яновский, Владимир Романович
Яновский Владимир Романович (28 февраля 1939, Кривой Рог, Днепропетровская область — 20 июня 1995, Кривой Рог, Днепропетровская область) — советский тракторист, мастер выращивания высоких урожаев зерновых. Герой Социалистического Труда (1981).

## Биография
Родился 28 февраля 1939 года в городе Кривой Рог. Образование неоконченное среднее.
В 1952—1964 годах работал трактористом колхоза «Дружба» в Бобринецком районе Кировоградской области. В 1964—1965 годах — тракторист совхоза «Степной». В 1965—1967 годах — дорожный работник в карьере ЮГОКа. С 1967 года — тракторист, затем бригадир комплексной бригады совхоза «Степной».
Новатор и передовик производства, ударник пятилеток и победитель социалистических соревнований. Наставник молодёжи. Участвовал в совещаниях передовиков сельского хозяйства, проводимых в Киеве. Избирался депутатом Криворожского районного совета народных депутатов.
Умер 20 июня 1995 года в Кривом Роге.

## Память
- Имя на Стеле Героев в Кривом Роге.

## Награды
- Медаль «Серп и Молот» (24.03.1981);
- Орден Ленина (24.03.1981);
- Орден Трудового Красного Знамени;
- Бронзовая медаль ВДНХ;
- Серебряная медаль ВДНХ.